# Diskografija
Diskografija je pojem, ki označuje delo neke glasbene skupine, in sicer po albumih. Beseda je sestavljenka iz besede »disk«, ki je popularen izraz za gramofonsko ali kompaktno ploščo, in pripone -grafija, ki označuje zapis nečesa.
Lahko je enostavna, tako, da so našteti samo albumi ali pa tudi opisuje razvoj sloga skupine od albuma do albuma oz. po obdobjih. Po navadi so ločeni tudi albumi v živo, studijski albumi, DVD-ji (po navadi posnetki koncertov) in kompilacije.